# Dumnoriks
Dumnoriks, na kovancih tudi Dubnoreiks, poglavar galskega plemena Eduov iz 1. stoletja pr. n.. št., * ni znano, † 54 pr. n. št..
Bil je oster nasprotnik zavezništva z Rimljani, predvsem Julija Cezarja, s katerim se je večkrat sporekel. Dumnoriks je skupaj s helvetskim aristokratom Orgetoriksom in sekvanskim poglavarjem Kastikom nameraval ustanoviti galski triumvirat, ki bi zamenjal obstoječi sistem magistratur, in si z njima razdeliti oblast v Galiji. Zavezništvo je orekpil s poroko z Orgetoriksovo hčerko. Helveti so zaroto odkrili in jo preprečiji. 
V prvem letu Cezarjevega guvernerstva leta 58. pr. n. št. je Dumnoriks uporabil svoj vpliv, da bi prepričal Sekvane, naj dovolijo selitev Helvetov preko njihovega ozemlja v jugozahodno Galijo. Cezar je selitvi nasprotoval in jo nameraval preprečiti z vojsko. Od svojih zaveznikov Eduov je zahteval, da njegovo vojsko okrbijo z žitom, kar pa se ni zgodilo. Glavni edujski sodnik (vergobret) Lisk je Cezarju izdal, da je za oviranje oskrbe odgovoren Dumnoriks. Cezar je odkril tudi to, da je Dumnoriks poveljeval pobegli enoti konjenice, ki so mu jo na pomoč poslali Edujci. Dumnoriksa na zahtevo njegovega brata Divitijaka, ki je bil v dobrih odnosih s Cezarjem in Rimljani, niso kaznovali, ampak so mu s Cezarjevim soglasjem odredili stalen nadzor.
Dumnorix še naprej povzročajo težave. Leta 54 pr. n. št. je bil eden od galskih voditeljev, ki jih je Cezar nameraval vzeti za talce med svojim drugim pohodom v Britanijo, ker se je bal, da bo v njegovi odsotnosti povzročal resne tažave. Dumnoriks se je temu poskušal izogniti in se izgovarjal na svoj strah pred morjem in verske ovbeznosti. Ko mu to ni uspelo, je začel trditi, da ga namerava Cezar usmrtiti. Nazadje je z enoto edujske konjenice pobegnil iz tabora. Cezar je za njim poslal svojo preostalo konjenico, ki je Dumnoriksa ujela in ubila. Dumnoriks je pred smrtjo zakričal, da je "svobodnjak in državljan svobodne države". Ostanek edujske konjenice se je vrnil v Cezarjevo službo.

## Etimologija
Njegovo ime podobno kot druga galska imena, na primer Ambioriks, Orgetoriks in Vercingetoriks, vsebuje obrazilo –riks (-rix), ki je etimološko sorodno z latinskim rex, gelskim rí, sanskrtskim rāja- in germanskim Reich in označuje kralja oziroma vladarja, verjetno tudi aristokrata. Dumno- je etimološko soroden z gelskim domhan – svet. Ime Dumnoriks bi se zato lahko prevedlo kot kralj sveta.

## Vir
- Julij Cezar, Komentarji galskih vojn, 1.3, 1.9, 1.16-20, 5.5-7.